# Байонское отречение

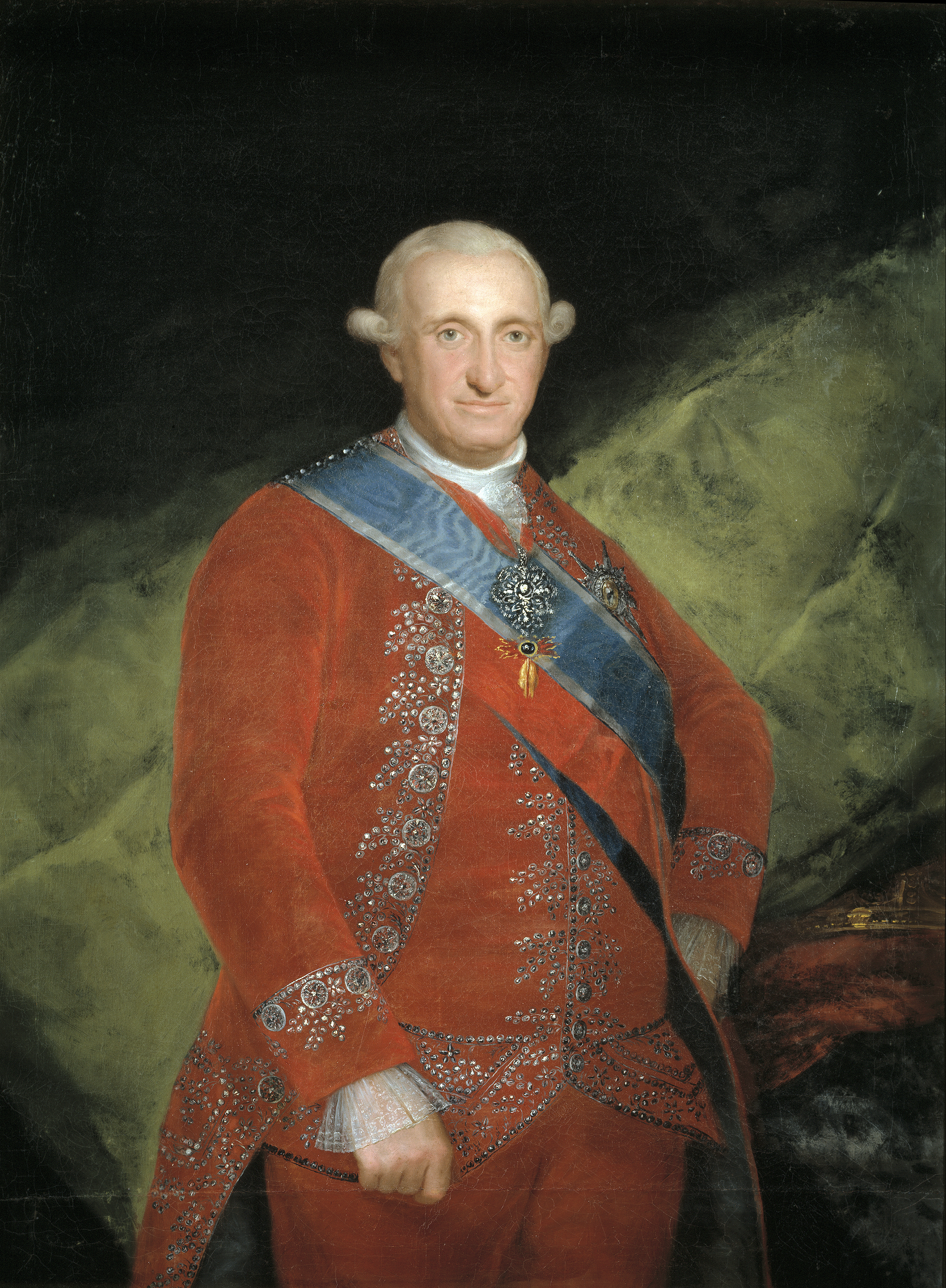
Карл IV отрёкся от престола в пользу своего сына Фердинанда во время беспорядков в Аранхуэсе

Байонское отречение (фр. Abdication de Bayonne) — политическое событие, произошедшее с 5 по 6 мая 1808 года в замке Маррак французского города Байонна. В пользу Наполеона от престола Испании отреклись король Карл IV и его наследник Фердинанд VII.  Вскоре после этого французский император передал испанский трон своему брату Жозефу Бонапарту, который взошёл на престол под именем Жозеф I.

## Договор в Фонтенбло и аранхуэсское восстание
Желая полностью изолировать Великобританию, французский император Наполеон вознамерился распространить континентальную блокаду на Португалию, которая, хотя и была формально союзником Франции, продолжала вести торговлю с Великобританией. Столкнувшись с нерешительностью в этом вопросе регента принца Жуана, 18 октября 1807 года французская армия вошла в Испанию и направилась в сторону Португалии. 27 октября Эудженио Изкуэрдо со стороны Карла IV и генерал Дюрок в качестве полномочного представителя Наполеона заключили договор в Фонтенбло о разделе Португалии и транзит 25 тыс. пехотинцев и 3 тыс. кавалеристов через Испанию. 17 ноября франко-испанские войска под командованием Жюно вторглись в Португалию и без какого-либо сопротивления направились в Лиссабон. 29 ноября португальская королевская семья бежала в Бразилию. 22 декабря в Испанию без согласия испанского двора вошла ещё одна армия под командованием Дюпона с 22 тыс. пехотинцев и 3,5 тыс. кавалеристов; 9 января новая армия под командованием Монсея с 25 тыс. пехотинцев и 2,7 тыс. кавалеристов пересекла границу. 1 февраля, вопреки договорённости, достигнутой в Фонтенбло, Жюно официально сверг династию Браганса и регентский совет, назначенный правящим принцем, и провозгласил правление Наполеона над всей территорией Португалии. 
В середине февраля французы начали захват испанских крепостей. 16 февраля, увидев нежелание испанцев передать им Памплону, они захватили её внезапным ударом. Армия из 11 тыс. пехотинцев и 1,7 тыс. кавалеристов во главе с Дюэмом вступили в Барселону 13 февраля. С разрешения Годоя 5 марта французы заняли Сан-Себастьян, а 18 марта сдалась цитадель Фигераса. Также в марте была сформирована новая армия из 19 тыс. человек под командованием Бессьера. Генерал Мюрат, командующий всеми армиями в Испании от лица Наполеона, вошёл в Испанию 10 марта, прибыл в Бургос 13-го и 15-го отправился в Мадрид. 
Годой, опасаясь 100 тыс. французских солдат, уже находящихся в Испании, решил переместить королевскую семью в Америку (подобно тому, как бежал португальский двор), и 13 марта они направилась в Севилью через Аранхуэс. 
Слухи об отъезде короля нарастали 17 и 18 марта, а узнав о том, что Годой отправил из Аранхуэса свою любовницу Пепиту Тудо, толпа в ярости начала крушить и грабить дом Годоя. После захвата Годоя 19 марта Карл IV был вынужден отречься от престола в пользу своего сына Фердинанда, чтобы спасти фаворита.

## Первое правление Фердинанда VII

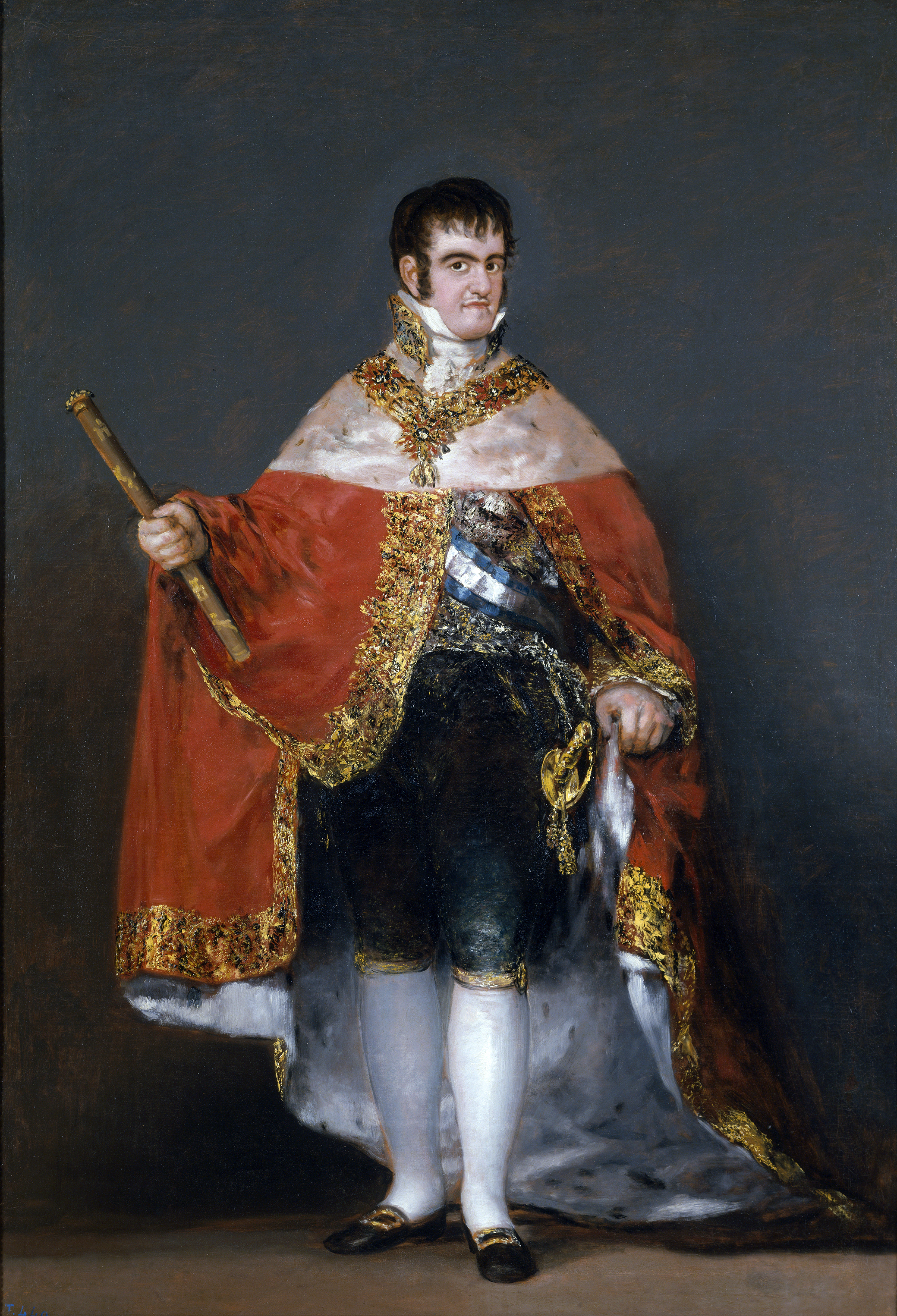
Фердинанд VII. Портрет работы Гойи

Когда Мюрат получил известие о том, что произошло в Аранхуэсе, он поспешил и въехал в Мадрид 23 марта. На следующий день в город вошёл новый король Фердинанд VII. 
26 марта Наполеон узнал новости и решил сменить монарха. На следующий день он предложил своему брату Луи корону; тот благоразумно отклонил предложение, и тогда Наполеон предложил править Испанией другому своему брату, Жозефу, на что тот согласился и 2 апреля покинул Париж, направившись в Байонну, хотя Мюрат распространил слух, что он поедет в Мадрид. 
Родители нового короля остались в Аранхуэсе. Под нажимом королевы и по предложению Мюрата Карл написал Наполеону письмо, в котором утверждал, что отречение было вынужденным. Это было в интересах французов, поскольку способствовало разобщению королевской семьи и делегитимизации нового короля. Письмо датируется 21-м числом, однако в письме Карла от 22-го с просьбой об освобождении Годоя, по словам графа Торено, не было никаких признаков протеста против его отречения. По просьбе Мюрата 9 апреля родители короля перебрались в Эль-Эскориал, поближе к Франции.
Обращение Мюрата к королю Фердинанду VII было весьма холодным; он отказывался признавать его новый титул; и наоборот, новый монарх, нуждающийся в поддержке и международном признании, продолжил политику укрепления дружбы с Францией. Так, 5 апреля он отправил своего брата Карлоса на встречу с императором. Тем временем прибыл генерал Савари с приказом отвезти короля на встречу с Наполеоном, который якобы направлялся в Мадрид, чтобы встретиться с ним в Бургосе. 
10 апреля Фердинанд, стремясь получить одобрение Наполеона, покинул Мадрид со своим окружением и приказал, чтобы в его отсутствие страной управляла Верховная центральная хунта под председательством его дяди, инфанта Антонио. По прибытии в Бургос 12 апреля они не обнаружили там Наполеона, и генерал Савари убедил короля продолжить поездку в Виторию, куда он прибыл 13-го числа. Тем временем Наполеон прибыл в Байонну 15-го числа. Генерал Савари сказал Фердинанду, что если король отправится в Байонну, чтобы встретиться с Наполеоном, у него не будет проблем с его признанием королем Испании, и при поддержке своего советника Эскоикиса король покинул Виторию 19-го числа. Отъезду Фердинанда пыталась помешать огромная толпа заполнила улицу; она была разогнана французской кавалерией. Наконец, он прибыл в Байонну 20-го числа, где встретил приём достаточно тёплый, но о политике Наполеон говорить с ним отказывался. 
Тем временем Мюрат после отъезда Фердинанда VII из Мадрида начал оказывать давление на хунту, чтобы освободить Годоя и отвезти его во Францию и таким образом повлиять на родителей короля. Хунта, опасаясь реакции Мюрата и решив, что это пойдёт на пользу отношениям короля Фердинанда с Наполеоном, освободила Годоя 20 апреля. Он был доставлен французам и прибыл в Байонну 26 апреля. 22 апреля Карл IV и его жена отправились в Байонну, куда прибыли 30 апреля; Наполеон встретил их подчёркнуто учтиво, как истинных королей. 
Таким образом, и отец, и сын нуждались в помощи и поддержке Наполеона, и не ставили под сомнение его дружбу: первый хотел вернуть себе трон, а второй узаконить своё правление.

## Отречение

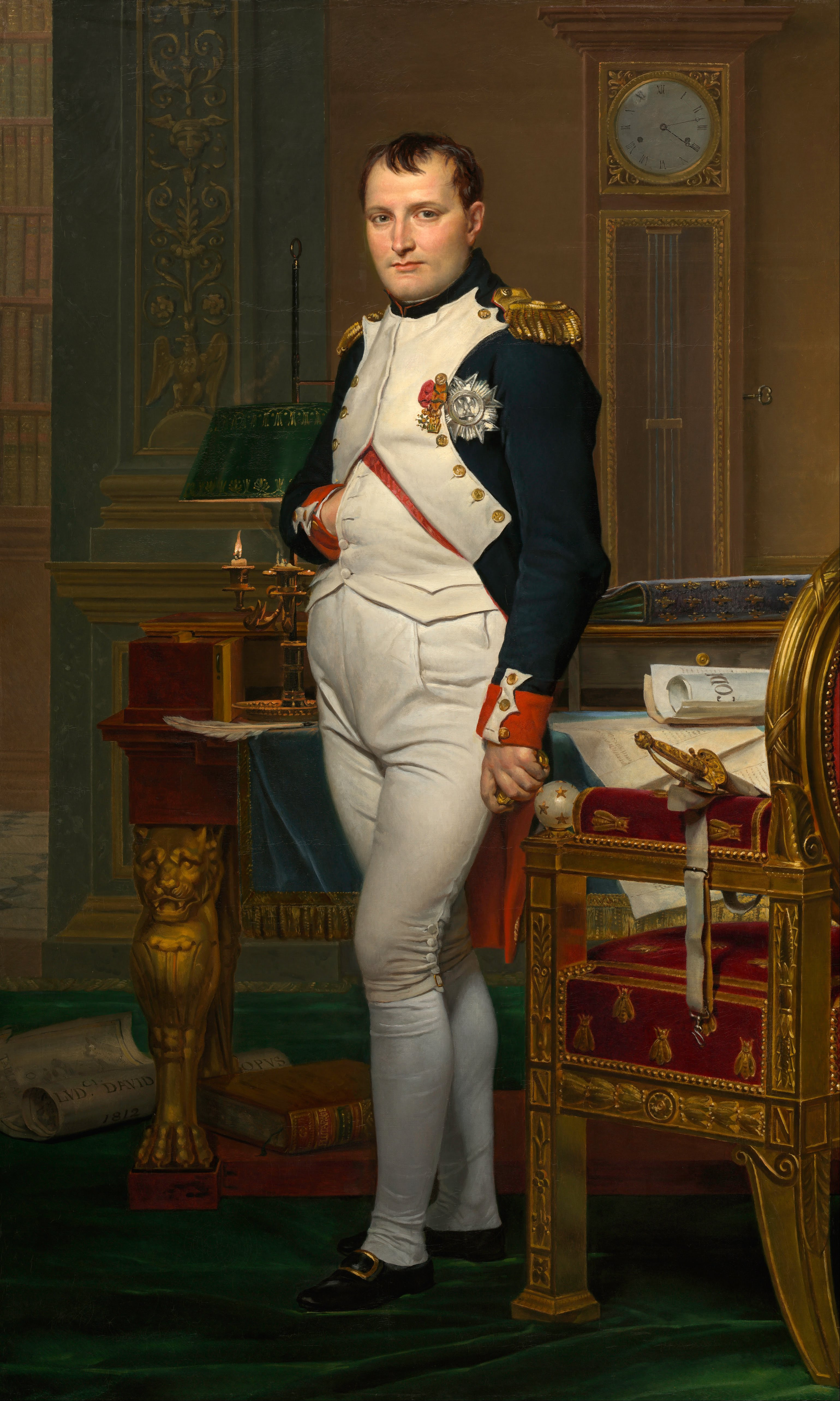
Наполеон I, император французов.

После трапезы с Наполеоном 20 апреля король Фердинанд был проинформирован Савари, что император решил заменить Бурбонов на члена семьи Бонапарта; в обмен на это Наполеон был готов уступить Фердинанду королевство Этрурия (только что отобранное у вдовой сестры Фердинанда и её малолетнего сына) и выдать за него замуж одну из французских принцесс. Однако переговоры были отложены желанием Наполеона не применять насилие и ждать родителей Фердинанда, которые прибыли 30-го числа. 
Тем временем в Мадриде, Толедо и Бургос начало возникать недовольство против французов, несмотря на слухи о том, что Карл IV вернётся на престол. В Мадриде демонстрация французской военной мощи Мюратом вызывало гнев у жителей Мадрида. 1 мая свита великого герцога Берга была освистана толпой. Следующее событие было спровоцировано письмом, переданным Мюратом хунте 30 апреля, в котором Карл IV просил отправить к нему его детей: королеву Этрурии и инфанта Франсиско де Паулы. Первое не вызвало возражений, но отправлять инфанта хунта поначалу категорически отказалась. После того, как слухи об этом просочились наружу, перед дворцом собралась толпа, и в присутствии помощника Мюрата Августо Лагранжа начались народные возмущения, на что Мюрат отреагировал, выведя батальон для их разгона, что вызвало 2 мая восстание всего Мадрида. Восстание задержало отъезд королевской семьи; 3-го в путь отправился инфант Франциско, а 4-го инфант Антонио. 
В Байонне 1 мая Наполеон, пообедав с родителями короля и Годоем, позвал Фердинанда VII; его родители при поддержке Наполеона требовали от него отречься от престола в пользу Карла IV, однако он решительно отказался. 
4 мая в Байонна прибыл эмиссар Верховной хунты, Эваристо Перес де Кастро, который сообщил Фердинанду предложения по деятельности хунты; после беседы Фердинанд издал два указа, в которых утверждал, что лишён свободы и разрешает хунте править от своего имени в безопасном месте, а также санкционировал созыв кортесов. 5 мая маршал Дюрок и Годой в качестве полномочных представителей заключили договор, по которому Карл IV передал корону Испании Наполеону. В тот же день были получены новости о мадридском восстании. Наполеон послал за Фердинандом, и в присутствии его родителей возложил ответственность за беспорядки на Фердинанда, и пригрозил ему либо подписать отречение, либо быть объявленным мятежником и предателем. После этого Фердинанд не выдержал, и в тот же вечер написал короткое отречение от престола. Наполеон тут же предъявил ранее написанное отречение Карла IV.
Под руководством Дюрока и Эскокиза 12 мая в Бордо были собраны все дети Карла IV, и Фердинанд, Карлос и Антонио подписали отречения от престола. Принц Франциско де Паула его не подписывал ввиду несовершеннолетия. Следом за ними такое же отречение подписала сестра Фердинанда, королева Этрурии. После подписи отречений и переговоров назначения им рент, королевская семья Испании отправилась во Францию.

## Междуцарствие

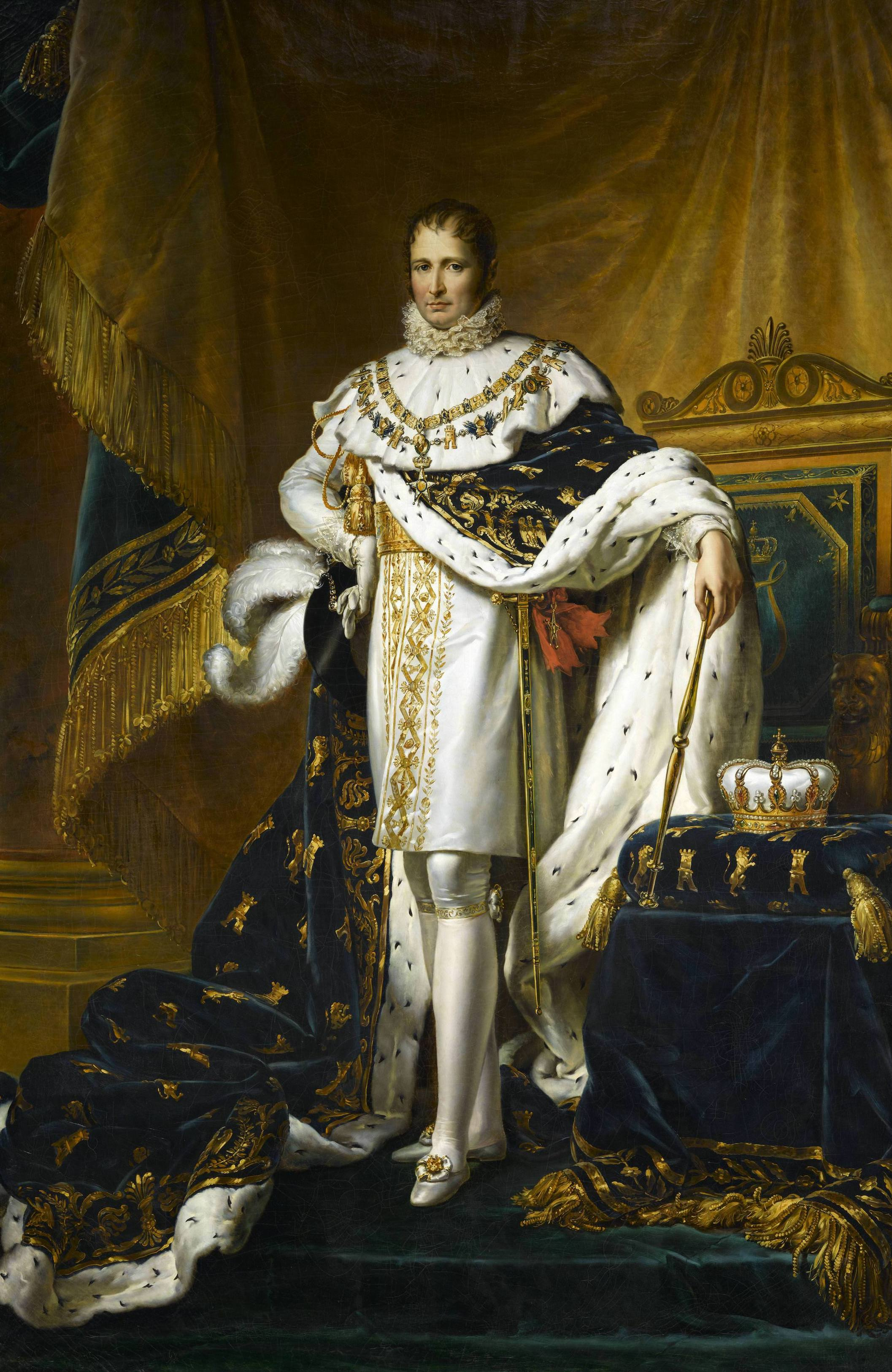
Жозеф Бонапарт, брат Наполеона, после Байонского отречения возведённый на испанский престол под именем Жозеф I

Когда инфант Антонио покинул Мадрид 4 мая, Мюрат предложил ввести себя в состав хунты, но поначалу получил отказ. Но ночью Мюрат неожиданно занял председательское место в хунте, и остальные её члены, опасаясь неприятных последствий, приняли его в свои ряды. 6 мая они получили указ от 4-го числа, согласно которому Карл IV назначил Мюрата генерал-лейтенантом Французского королевства (временный заместитель короля), который должен был править от имени Карла. 10 мая они получили указы от 5 мая о созыве кортесов и переезде хунты в безопасное место, а также об отречении Фердинанда VII, передавшего трон Карлу IV 6 мая. Хунта приняла решение проигнорировать указ 5 мая и опубликовать заявление об отречении 6 мая. Однако, учитывая, что Карл IV уже отказался от короны, Мюрат стал временным правителем Испании и оставался таковым до передачи трона Жозефу 25 мая. Таким образом, этот период стал временем междуцарствия (этот термин появился в указе от 6 июня, провозглашающем Жозефа I королем Испании). 
После того как королевские отречения и передача власти были завершены, в мае Наполеон, хранитель прав на престол, поручил генерал-лейтенанту и Центральной хунте созвать Генеральную депутацию — собрание 150 видных деятелей, которые должны были встретиться в Байонне, чтобы обсудить состояние королевства. 
25 мая Наполеон сделал испанцам заявление, в котором он указал, что он не будет править в Испании, подтвердив созыв собрания знати в Байонне и оставив Мюрата на посту генерал-лейтенанта. 
6 июня он издал указ, в котором назвал своего брата Жозефа королем Испании и на следующий день уговорил своего брата, недавно прибывшего в Байонну, принять корону; собравшиеся там испанские дворяне признали его власть. 10 июня Жозеф принял корону и утвердил Мюрата в качестве генерал-лейтенанта. 
Собрание, созванное Наполеоном (с участием 75 из 150 запланированных членов), обсудило проект Конституции, подготовленный Наполеоном, и, с небольшими поправками, в период с 15 по 30 июня 1808 года одобрил новую Конституцию, названную Байонской конституцией. 7 июля король Жозеф принёс клятву и 9 июля въехал в Испанию. Между тем на большей части территории  Испании с конца мая уже бушевали восстания и формировались местные антифранцузские хунты. 
11 августа Кастильский совет признал байонские отречения недействительными, а 24 августа Фердинанд VII был объявлен королём in absentia (отсутствующим). 14 января 1809 года Великобритания также признала Фердинанда VII королем Испании.

## Различия между хронологией событий и публикацией законов
Существует разрыв между совершением действий и их правовым воздействием. Таким образом, следуя хронологическому порядку событий:
- 19 марта произошло отречение Карла IV в пользу Фердинанда VII[4]. Первые указы Фердинанда VII.

- 21 марта датирован протест Карла IV против принудительного отречения от престола, а 17 апреля — письмо, отправленное по этому поводу Карлом IV его брату, инфаниу Антонио, подтверждающее состав Верховной хунты[6].

- 4 мая Верховная хунта призналя Мюрата своим президентом[17]. Карл IV со своей стороны назначил Мюрата генерал-лейтенантом Французского королевства и председателем Верховной хунты[18].

- 5 мая Карл IV отрёкся от своих прав на престол Испании в пользу Наполеона[12].

- 6 мая Фердинанд VII отрёкся от престола в пользу своего отца Карла IV, поручив Верховной хунте служить его отцу[19].

- 12 мая брат и дети Карла IV уступили свои права на престол Испании в пользу Наполеона[16].

Согласно этому списку, второе отречение Карла IV предшествует отречению Фердинанда VII. С другой стороны, из представленных фактов не совсем понятно, по какому праву Карл IV назначил генерал-лейтенантом Мюрата, поскольку к тому времени Фердинанд VII ещё не отказался от короны. Поэтому параллельно с хронологическим порядком действий необходимо указать хронологический порядок опубликования законодательных актов:
- В Gazeta de Madrid от 25 марта опубликовано отречение Карла IV в пользу Фердинанда VII[4].

- В газете от 10 мая Верховная хунта признала Мюрата своим президентом[17].

- В газете от 13 мая напечатаны (в указанном порядке):
  - 6 мая: протест Карла IV против насильственного отречения[6];
  - 7 мая (опубликовано 8 мая): указ Карла IV о назначении Мюрата генерал-лейтенантом Королевства и президентом Верховной хунты[18];
  - 10 мая: отречение Фердинанда VII от престола в пользу своего отца Карла IV; поручение хунте служить его отцу[19].

- В газете от 20 мая (в указанном порядке):
  - Карл IV сообщает Кастильскому совету, что он уступает свои права на престол Испании в пользу Наполеона[26];
  - Брат и дети Карла IV уступают свои права на престол Испании в пользу Наполеона[16].

Следовательно, по закону отречение Фердинанда VII предшествует отречению Карла IV, а назначение Мюрата предшествует отречению Фердинанда VII, так что Карл IV был вправе издать указ об этом назначении.